# Salzmünder Kultur

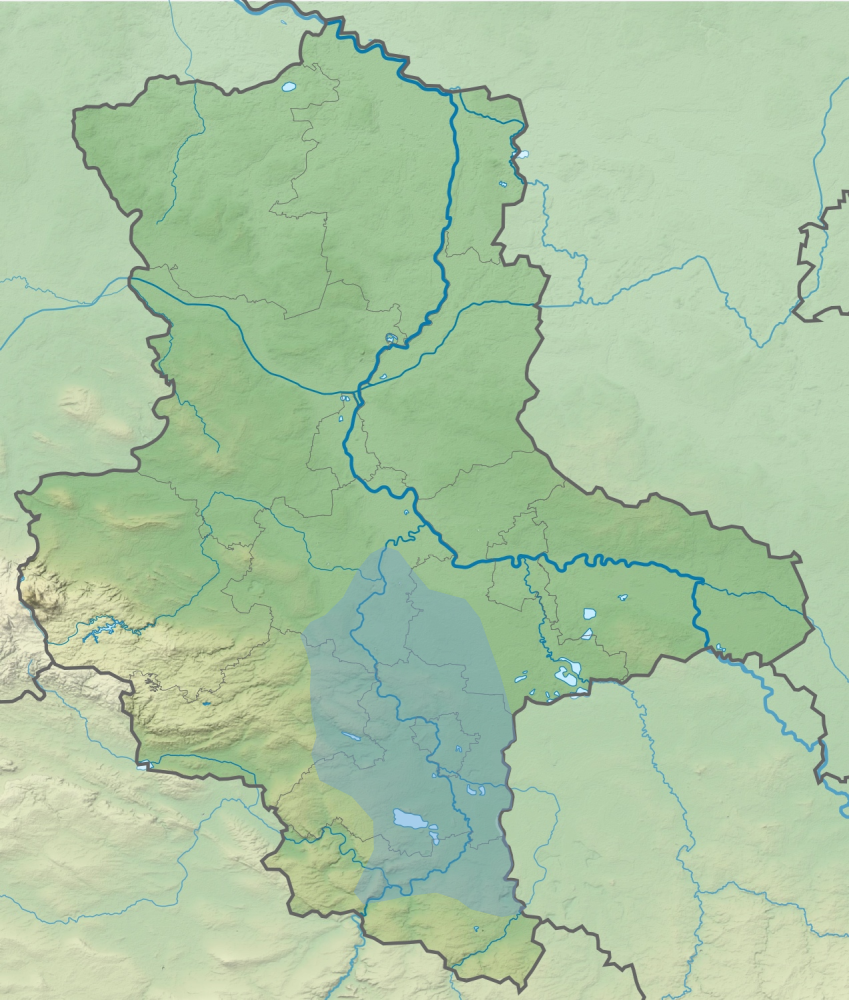
Verbreitungsgebiet der Salzmünder Kultur in Sachsen-Anhalt

Als Salzmünder Kultur (auch Salzmünder Gruppe) bezeichnet man eine Untergruppe der neolithischen Trichterbecherkultur (TBK) im Mittelelbe-Saale-Gebiet. Sie existierte zwischen 3400 und 3000 v. Chr.
Die Abgrenzung der Mittel- und Ostdeutschen Gruppen, Hutberg-Gruppe, Bernburger Gruppe, Walternienburg, Salzmünde und Schöningen untereinander ist notorisch schwierig und variiert von Autor zu Autor stark. Deshalb plädiert Johannes Müller dafür, sie alle als Untergruppen der Trichterbecherkultur zu bezeichnen.
Der eponyme Fundort, Salzmünde-Schiepzig (Saalekreis), wurde 1921 von Nils Niklasson ergraben. Er ordnete die Funde einer „nordischen Kultur“ zu, die auch Baalberger Funde umfasste. 1938 fasste Paul Grimm die „nordische Kultur“ Niklassons mit den Opperschöner Kannen zur Salzmünder Kultur zusammen. Opperschöner  Kannen, nach der Wüstung Opperschöner Mark bei Niemberg im Saalekreis benannt, waren fast nur aus Gräbern bekannt. Die zugehörige Siedlungsware lief unter der Bezeichnung  „Nordische  Keramik“.
Salzmünde gehört nach der norddeutschen Chronologie (Joachim Preuß, Jonas Beran, Hermann Behrens) zum Mittelneolithikum, nach der süd- und westdeutschen Chronologie Jens Lünings zum Jungneolithikum. Der Salzmünder Keramikstil wird im Mittelelbe-Saalegebiet den dortigen Trichterbecherphasen TRB-MES IV und V zugeordnet.
In Böhmen gehört die letzte Stufe der Trichterbecherkultur (TRB C) zur Salzmünder Kultur. Sie liegt hier später als die mitteldeutschen Funde.

## Verlauf
Die Salzmünder Kultur hat sich nach Aussage von Jonas Beran aus der Hutberg-Gruppe entwickelt.
Harald Meller sieht das Verschwinden der Salzmünder Kultur als unmittelbare Folge des kriegerischen Vordringens der Bernburger Kultur von Norden her, begründet durch die vollständige Verdrängung der einen Materialkultur durch die andere, die Zunahme von Befestigungen sowie populationsgenetische Indizien. Dieser Fall sei typisch für den mitteldeutschen Raum, dessen fruchtbare Löss- und Schwarzerdeböden wiederholt Eindringlinge aus dem unfruchtbareren Norden angelockt habe.

## Siedlungsweise
Neben meist unzureichend erforschten bzw. unpublizierten offenen Siedlungen sind von der Salzmünder Kultur auch umfriedete Höhensiedlungen bekannt, wie Halle, Dölauer Heide, Salzmünde-Schiepzig, Mücheln und Wallendorf. Beran möchte Halle-Heide und Wallendorf allerdings der Hutberg-Gruppe zuordnen.
Die Siedlung von Halle, Dölauer Heide war von einem etwa zwei Meter tiefen Graben umgeben, in dessen Innern Palisaden standen. Die unregelmäßig geformte Umfriedung umschloss die gesamte Hochfläche des Berges und war durch mindestens zwei Tore erschlossen. Salzmünde-Schiepzig wurde im Zuge des Sandabbaus zerstört und ist nur unzureichend publiziert.
Die Siedlung von Karsdorf, Burgenlandkreis lieferte zahlreiche Funde der Salzmünder Kultur, hier liegen aber nur Vorberichte vor.

## Materielle Hinterlassenschaften

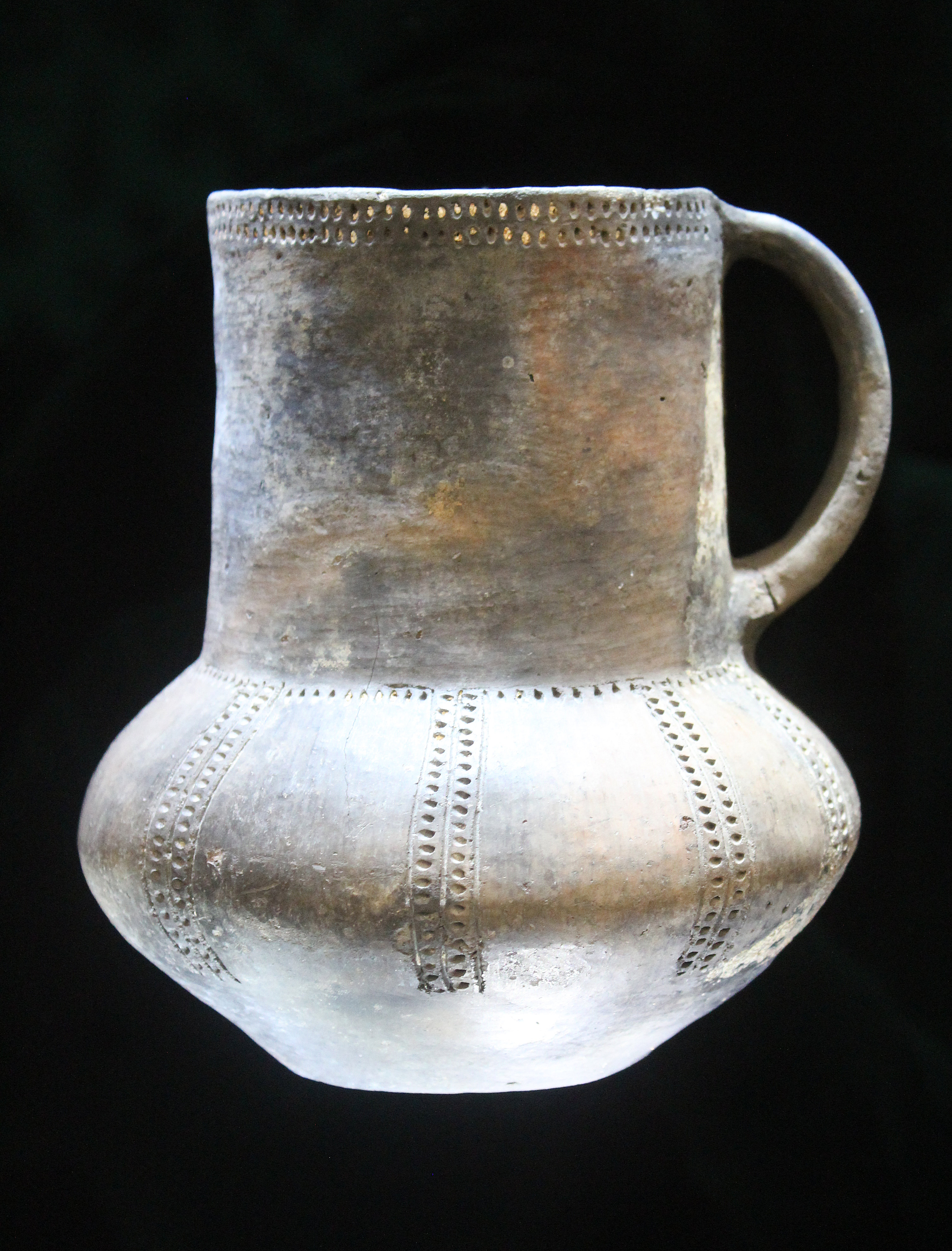
Kanne der Salzmünder Kultur von Braschwitz, Kanne vom Opperschöner Typ (Landesmuseum für Vorgeschichte Halle).

Kennzeichnend für Salzmünde sind ein- oder zweihenklige Kannen vom Oppenschöner Typ, Amphoren, Trichterrandschüsseln und verzierte Tontrommeln.

### Die Prunkäxte

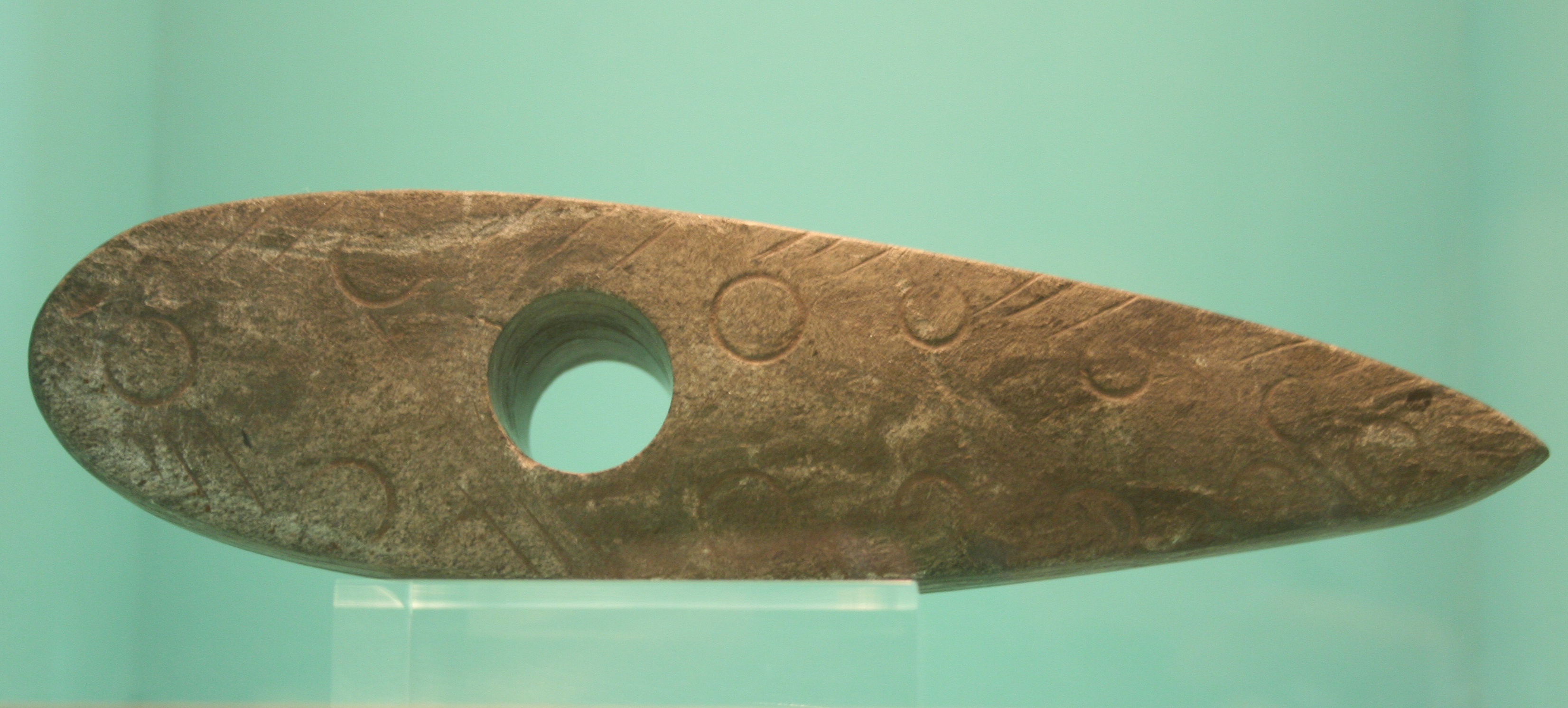
Verzierte Axt der Salzmünder Kultur aus Günzerode (Museum für Vor- und Frühgeschichte Berlin).

Auch die verzierten Prunkäxte vom sächsischen Typ werden oft Salzmünde zugerechnet, es handelt sich aber überwiegend um Einzelfunde.
Es sind 14 Prunkäxte bekannt, die der Salzmünder Kultur zugeschrieben werden. Ihre Fundorte liegen – bis auf zwei Ausnahmen – auf einem Halbbogen um das jungsteinzeitliche  Großsteingrab Langeneichstädt und den Fundort der Himmelsscheibe von Nebra. Die vollständig erhaltenen Äxte befinden sich heute bis auf eine Ausnahme im Landesmuseum für Vorgeschichte (Halle (Saale)). Koneckis deutet die Gravierungen auf der Axt von Wegwitz als neolithischen Lunarsolarkalender. Zusätzlich sind auch Venusbeobachtungen festgehalten.

## Bestattungssitten
Neben Siedlungsbestattungen und Bestattungen unter Grabhügeln kommen Steinkisten und Mauerkammergräber vor. Typisch ist jedoch die Erdbestattung und eine seitliche Hockerlage. Beigaben sind gewöhnlich spärlich.
Ausgrabungen der Höhensiedlung Salzmünde von 2005 bis 2008 erwiesen zahlreiche sogenannte Scherbenpackungsgräber, in denen Menschen – häufig gewaltsam getötet – nicht mit Aushub, sondern mit genau abgestimmten, stets verbrannten Materialien begraben wurden, zudem mit nur wenigen Beigaben. Nach 200 Jahren legten die Bewohner ein sehr großes Erdwerk an, das mit zwei Grabenzügen etwa 37 Hektar umschloss. In den Gräben wurden zahlreiche Gefäße und Knochen deponiert, v. a. aber hunderte menschliche Schädel ohne Unterkiefer. Die riesige Anlage wurde offenbar nur kurze Zeit genutzt. Die verantwortlichen Forscher des Museums für Vorgeschichte in Halle stellten die These auf, dass die Salzmünder, für die die Anlage angesichts der komplexen Bestattungen offenbar von großer Bedeutung war, diese unter dem zunehmenden, möglicherweise gewaltsamen Druck der von Norden kommenden Bernburger Kultur aufgaben und zuvor rituell dem Schutz ihrer Ahnen zu übergeben versuchten. Darauf deuteten die binnen kurzem ausgehobenen, etwa 4,5 Kilometer langen Umfassungsgräben und die dort massenhaft deponierten Schädel. Forensische Befunde und ethnologische Vergleiche, bspw. mit Melanesien und den Kelten, legen nahe, dass die Schädel zuvor lange Zeit sorgfältig gelagert worden waren, möglicherweise in Gebeinhäusern für die Ahnen, die beim Verlassen planmäßig niedergebrannt wurden. Die nachrückenden Bernburger hätten diesen „Bann“ des Ahnenkultes dann rituell durch eine eigene (Neu-)Bestattung an prominenter Stelle gebrochen.

## Innere Gliederung
Jonas Beran schlug eine Periodisierung der Salzmünder Kultur in folgende Stufen vor:
- Zauschwitz
- Mücheln

Es liegt eine Reihe von 14-C-Daten vor. Aufgrund der radiometrischen Daten wird bei der Keramik Salzmünde A, B und C unterscheiden, die den jeweiligen Trichterbecherstufen zugeordnet werden können.